# Цивилистика
Цивилистиката (на латински: civilis – граждански и цивилен, както и civis – „гражданин“) е науката за гражданското право. Неин предмет са гражданско-правните (и гражданско-процесуални) правни норми, изследване на различните правни системи, модели и връзките между тях в този клон на правната наука.
Целта ѝ е да дава препоръки, да изготвя концепции, стратегии и проекти за усъвършенстване на гражданското законодателство. Съществуват различни правни дисциплини в областта на цивилистиката – теория (теоретични основи) на гражданското право, история на гражданското право, философия на гражданското право, сравнителна цивилистика и т.н.